# Чорний шампунь
Чорний шампунь (англ. Black Shampoo, а пізніше — англ. Sex at the Salon) — блексплуатаційна драма 1976 року режисера Грейдона Кларка. В головних ролях Джон Деніелс, Таня Бойд, Джо Ортіс, та Скіп Лоу. Стрічка заснована на фільмі «Шампунь» 1975 року.

## Сюжет
Джон Деніелс грає Джонатана Найта, власника найуспішнішого салону краси для жінок «У Джонатана». Його репутація коханця є такою ж дивовижною, як і майстерність як перукаря. Джонатан насолоджується життям до моменту, коли він стикається з вуличною бандою, намагаючись захистити свою молоду привабливу секретарку Бренду (Таня Бойд, Селеста з «Днів нашого життя»), від свого колишнього боса. Настає час, коли «секс-машина» перетворюється на «машину для вбивства». Озброївшись бензопилкою, Джонатан кидає виклик бандитам, котрі зруйнували його салон, та викрали його жінку…

## В ролях
- Джон Деніелс — Джонатан Найт
- Таня Бойд — Бренда Сент-Джон
- Джо Ортіс — містер Вілсон
- Скіп Лоу — Арті
- Гері Аллен — Річард
- Енн Гайбіс — місіс Філіпс
- Джек Мехофф — Меддокс
- Брюс Керлі — Джексон